# ヴィッララーゴ
ヴィッララーゴ（イタリア語: Villalago）は、イタリア共和国アブルッツォ州ラクイラ県にある、人口約600人の基礎自治体（コムーネ）。

## 地理

### 位置・広がり

#### 隣接コムーネ
隣接するコムーネは以下の通り。
- アンヴェルサ・デッリ・アブルッツィ
- ビゼーニャ
- オルトーナ・デイ・マルシ
- スカンノ

## 文化・観光
「イタリアの最も美しい村」クラブ加盟コムーネである。